# 大桥乡 (内乡县)
大桥乡，是中华人民共和国河南省南阳市内乡县下辖的一个乡镇级行政单位。

## 行政区划
大桥乡下辖以下地区：
灵山村、南王村、郑营村、大周村、建设村、大桥村、郭河村、杨沟村、程岗村、磙子岗村、陡沟村、封营村、谢营村、堰庄村和河南村。